# Вятская земля
Вя́тская земля́ (Вя́тская страна́, Вя́тка, Вятский край) в широком смысле — историческая область на северо-востоке европейской части России. В узком смысле — пять уездов в бассейне среднего течения Вятки и Чепцы. Появилась в XII веке на Средней Вятке и постепенно распространилась на весь бассейн реки, на территории современных Кировской области и Удмуртии. Центр — город Хлынов (Вятка, ныне Киров). На западе граничила с Галичской землёй, на северо-западе и севере — с Пермью Вычегодской, на северо-востоке — с Пермью Великой, на юге и юго-востоке — с Казанским ханством, затем с Казанским царством. В период высокого Средневековья здесь существовала Вятская республика.
Термин корректно употреблять до 1708 года, когда собственно Вятская земля («Вятка с пригороды») вошла в состав Сибирской губернии. До 1775 года Вятская земля существовала в статусе провинции. В 1775 году образовано Вятское наместничество. В 1795—1929 годах существовала Вятская губерния.
Сейчас под термином Вятская земля и Вятский край могут понимать также территорию современной Кировской области, а также любые территориальные образования в прошлом.

## Территория
Первоначально территория Вятской земли включала в себя собственно сам город Хлынов (Вятку), а также его пригородки — Котельнич, Орлов, Слободской и, впоследствии, Шестаков. К Вятской земле (Вятке) часто прибавлялись также земли Арских князей, в районе нижнего течения реки Чепцы.
Впоследствии рост земель шёл в основном за счёт включения территорий правых притоков реки Вятки — рек Кобра, Летка, Великая и Молома, а также территории проживания удмуртов — реки Чепцы с притоками. Земли к югу от Хлынова (Вятки) вначале заселялись крайне слабо.
Кроме того в расширении территории Вятской земли активно участвовал Успенский Трифонов монастырь. Им были освоены и заселены земли на севере Слободского уезда (Вобловицкая волость), огромные территории к югу от Хлынова до реки Вои (Сунская и Кырчанская волость), и богатые земли в районе устья реки Вятки (совр. Вятские Поляны).
К XVII веку Вятская земля (официальное название в документах тех лет) занимала бассейн реки Вятки от истока до района современного города Советска. Однако к ней экономически тяготели: бассейн верхней Камы, земли по правому берегу Вятки — от реки Пижмы до реки Уржумки, и районы на севере — бассейны реки Юг и Лузы.
Тем не менее административно эти территории управлялись по-разному: север, от рек Юга и Лузы до рек Пижма и Воя — составляла собственно Вятская земля, входящая в состав Поморского края, и ведавшаяся в Новгородском приказе. Территории к югу от рек Пижма и Воя входили в состав Понизового края и относились к Казанскому царству (ведались, соответственно, в приказе Казанского дворца). Территории Верхней Камы составляли отдельный Кайгородский уезд, входивший в Пермскую землю.

## История

### Дославянская Вятка
В I тыс. до н. э. на Вятской земле жили племена ананьинской культуры; в VI—X веках — пермские финно-угорские племена — предки удмуртов и коми (см. пермяне). С X века они были несколько смещены на восток устремившимися с запада черемисами (мари).

### Славянская колонизация
С XII века Вятский край, по летописному преданию «Сказание о вятчанех», осваивался выходцами из Новгородской земли. В нём сказано, что 25 июля 1181 года был захвачен «Чудской Болванской» город (переименован в Микулицын), а чуть позже другой город — Кокшаров (или Кошкаров). Через некоторое время был основан новый русский город Хлынов.
По археологическим данным Л. Д. Макарова (Ижевск) на Вятской земле в XII—XV веках существовали 4 отдельные территории:
1. Никулинская волость — 4 селища: Никульчино-2, Родионово на Вятке, Кривобор на Чепце, Вятское (у Хлынова); и 3 городища: Слободское, Чуршинское и Никульчинское.
2. Котельничская волость — 6 селищ и 3 городища: Ковровское, Шабалинское, Орловское.
3. Пижемская волость — 8 селищ и городище Подрелье.
4. Лебяжско-Уржумская волость — 3 селища: Покста-2 и др.
В небольших городах жило в основном русское и метисированное население, а на посадах и в сёлах — финно-угорское. Отдельный анклав примерно с XV века составляли каринские татары и удмурты.

### Вятская республика
В XIV—XV веках здесь существовала Вятская республика.
В 1402 или 1403 Вятскую землю приобрёл московский великий князь Василий I Дмитриевич, отдавший её в удел брату Юрию Галицкому. В феодальной войне во 2-й четверти XV века Вятская земля была главной опорой галицких князей. В 1459 году великий князь Василий II подчинил Вятскую землю, но в ней продолжалась борьба сепаратистски настроенных бояр и купцов со сторонниками московской ориентации.
До 1489 года Вятская земля пользовалась некоторой самостоятельностью, временами попадая в зависимость от Казанского ханства. Зависимость от Казани касалась только юга Вятской земли.
В 1485—1486 великий князь Иван III подавил мятеж сепаратистов. В августе 1489 московское войско в результате похода во главе с воеводой Даниилом Щенёй окончательно покорило Вятскую землю, казнив зачинщиков мятежа, выселив крупных вятских феодалов и купцов и уничтожив земское самоуправление.

### Русское царство

#### После присоединения
После присоединения Вятской Республики к Московскому княжеству Вятская земля была разделена на 4 наместничества с центрами в Хлынове, Слободском, Орлове и Котельниче. В системе местничества наиболее престижным было наместничество в Хлынове, на втором месте шел Слободской, на третьем — Котельнич и Орлов. Хлыновскому наместничеству подчинялись единственные феодалы Вятской земли — каринские (арские) князья. Около 1462 г. им дано было поместье с центром в с. Карино, а в начале XVI века они получили «Чепцу от истока её до устья».
В 1542 году Иван Грозный подписал грамоту о введении в каждом вятском городе, стане и волости губных органов управления. После 1558 года наместничества были упразднены, на смену им были введены земские органы управления.
В 1565 году, когда царь Иван Грозный разделил Русское государство на опричнину и земщину, Вятская земля вошла в состав последней.
В 1588 году Каринское княжество было ликвидировано.

#### Смутное время
В начале XVII века на Вятской земле произошло множество народных восстаний. В 1606 году, на фоне восстания Болотникова, в Котельниче вспыхивает народное восстание противников боярского царя Василия Шуйского. Волнения удаётся подавить силами отряда стрельцов, присланного из Хлынова.
После появления Лжедмитрия II уезды Вятской земли остаются лояльны Шуйскому. Но восстание его противников, вспыхнувшее в Поволжье в 1608 году, перебрасывается и на южную Вятку. В начале 1609 года отряд повстанцев без боя занимает Царевосанчурск, а уже 5 января был взят город Яранск. Правителем города назначен местный дворянин Асанчук Горихвостов, которого вскоре повесят. В том же месяце повстанцы занимают Кукарку, в окрестностях которой также вспыхивает восстание. В ходе него был разграблен Жерновогорский Предтеченский монастырь, владевший землями и крестьянами близ Кукарки. Вскоре слободу освобождает отряд казанских стрельцов.
В ноябре 1609 года повстанцы взяли город Котельнич. Тем временем в Хлынове князь Ухтомский собирает отряд вятчан, с которым прибывает в Орлов. Получив подкрепление от царских войск под командованием Мансурова, Ухтомский в декабре 1609 освобождает Котельнич, а в январе 1610 года Яранск. После этого восставшие покинули пределы Вятской земли.
Также вятчане принимали участие и в борьбе против Тушинского лагеря Лжедмитрия II. Их отряд численностью около тысячи человек участвовал во всех сражениях Скопина-Шуйского, в результате которых Дмитрий бежал из Тушино в Калугу. 12 марта 1610 года рати торжественно вступили в Москву, где отмечали победу над Лжедмитрием.
После начала польской интервенции и избрания Владислава Вазы русским царём, на территории Вятской земли собирается ополчение. В начале 1611 года отряд вятчан прибывает в Казань, где под управлением воеводы Морозова в составе общего войска выдвигается к Москве. Они прибывают туда лишь к лету. К тому моменту уже было ясно, что Первое ополчение не сможет освободить Москву от поляков. Потому оно просто распалось.
Осенью 1611 года в Нижнем Новгороде складывается Второе народное ополчение под командованием Минина и Пожарского. В его состав также вошёл Вятский полк под командованием воеводы Мансурова. Отряд из распавшегося Первого ополчения, вероятно, также вошёл в состав Второго. Спустя год, осенью 1612, ополченцы освобождают Москву от поляков.